# Le Dispositif (conférence de Martin Heidegger)
Pour des articles plus généraux, voir Martin Heidegger et La philosophie de Martin Heidegger.

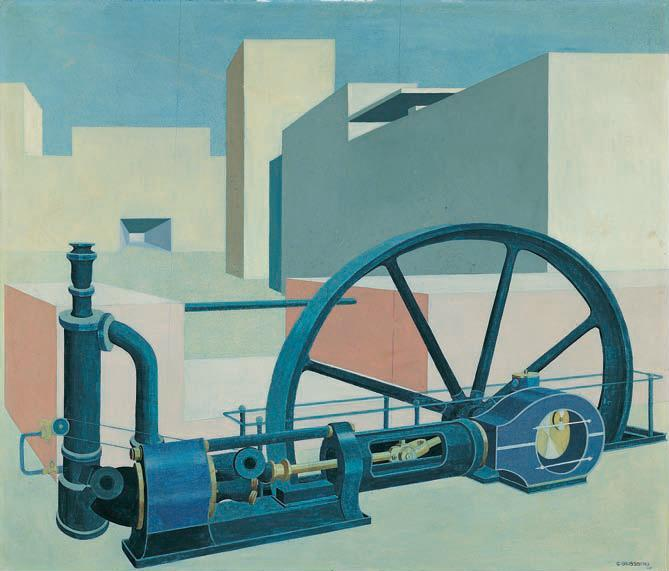
Carl Grossberg, Composition avec turbine, 1929

Le Dispositif (ou Gestell) est un texte de Martin Heidegger, qui correspond à la deuxième conférence du cycle de quatre conférences prononcées en décembre 1949 à Brême, sous l'appellation générale Einblick in das was ist – « Regard dans ce qui est » – paru dans le tome 79 de la Gesamtausgabe,  Bremer und Freiburger Vorträge, Francfort/Main, Klostermann, traduite par Servanne Jollivet, publiée en 2006 dans la revue Poésis et mis en ligne sur le site CAIRN. Seule une version ultérieure, et intégralement remaniée, Die Frage nach der Technik, conférence du 18 novembre 1953 tenue à Munich, traduite par André Préau, était jusqu’ici accessible, sous le titre « La question de la technique », Essais et conférences, Paris, Gallimard, de 1958.
« La conférence Das Gestell montre, dans sa première version comme dans sa version augmentée La question de la technique que le Gestell met en péril l'existence de la terre » écrit Jean-François Mattéi.

## Le dispositif dispose le tout de l'étant
Le Dispositif n'est pas en soi une chose technique comme l'entend le sens courant.« L'essence du dispositif est « mise à disposition » en elle-même rassemblée qui chasse dans l'oubli sa propre vérité d'essence, chasse qui se dissimule en ce qu'elle se déploie dans la mise en demeure de tout présent comme « fonds », s'y installe et, en tant que telle, domine » énonce Heidegger dans la conférence Die Kehre selon une traduction personnelle de Didier Franck.
« Le rassemblement unifié à partir de lui-même de la disposition au sein duquel tout ce qui est disponible se déploie en son fonds, nous le nommons à présent
« le dis-positif » (Ge-Stell) » (p. 15). 
« Le  mot « dispositif » ne nomme plus un objet isolé à l’instar d’une étagère [...] mais l’imposition universelle, unifiée à partir d’elle-même, de l’entière disponibilité de tout ce qui est présent en sa totalité » (p. 15). « L'homme est mis en demeure, c'est-à-dire sommé de s'assurer de l'étant qui le concerne comme fonds de ses plans et d'étendre à perte de vue cette mise à disposition » commente Didier Franck. Le Dictionnaire fait remarquer que le préfixe Ge du terme allemand Ge-stell a pour but de « faire entendre l'idée de rassemblement de l'ensemble des manières qu'a l'étant de se poser dans la présence, de se dispenser à l'homme et ainsi de se dévoiler à lui ». 
Autre point, « le dispositif « approprie » l'homme à l'être dans et par le retrait de celui-ci, consomme l'«oubli de l'être» et plus encore de sa vérité » écrit Didier Franck,.

## Le dispositif abolit les distances
À l'ère technique moderne  « tout est nivelé dans l'absence de distance » (p. 9). La « distance » n'est pas l'éloignement. Pour Heidegger la « distance »  réside bien plutôt dans le fait et la manière dont les choses ensemble et l’une par rapport à l’autre, nous concernent, pour autant qu’elles ont prise sur nous (p. 9). Le proche n'est pas au plus petit intervalle ,. 
« Ce qui est décisif, ce n’est pas qu’à l’aide de la technique les éloignements diminuent mais que la « proximité » fasse défaut » écrit Heidegger (p. 24).
Avec la suppression de toute distance à la fois le proche et le lointain font défaut. Par le « dispositif » s'accomplit l'abandonnement de la « chose », Hadrien France-Lanord-,.
Le « dispositif » détruit l'intimité originaire entre les « choses » et le  « monde »,. Or la chose « met en cause » le monde  appelle et tient le monde dans la « proximité », souligne  Heidegger (p. 9).« Chaque chose montre le monde et est montrée en et par lui », écrit Didier Franck,.
« Avec l'absence de « proximité », c’est aussi le lointain qui échappe. Tout est nivelé dans l’absence de distance. Dans la dimension où œuvre la proximité celle-ci « est tout entière habitée par la tension que suscite l'irruption possible de ce qui se réserve en un lointain » souligne Guillaume Badoual.
Comme nous le voyons à présent plus clairement, la « proximité » se déploie dans la mesure où la chose « met en cause » (das Ding dingt) » (p. 9). 
« Tout ce qui est présent, comme ce qui s’absente, se caractérise par cette emprise. La distance dépend de l’emprise. L’emprise repose dans la proximité » (p. 10) 
« À ce qui est ainsi objectivé ressortissent également les conditions au sein desquelles nous avons rapport à nous-mêmes, nous lançons nos recherches et nous nous analysons.  C’est avec la psychologie et la domination de l’explication psychologique que s’amorce le nivellement de ce qui est propre à l’âme et à l’esprit dans ce qui, accessible à chacun à tout moment, marque au fond déjà l’absence de toute distanciation »(p. 10).
« Tout est ramené au trait fondamental de l’équi-valence (Gleich-Gültigkeit), que toutes sortes de choses se présentent encore çà et là à nous, tel un éclat perdu » (p. 10). 
« L’absence de distanciation a ainsi prise sur l’homme de façon si décisive que cette absence le concerne partout, en son uniformité, de manière identique [...] il ne cesse, chaque fois, de succomber de nouveau à la même vacuité » (p. 10)).
« Sa permanence, opère dans l’emprise inquiétante de ce qui est partout équi-valent » (p. 10). 
Nous sommes entrés dans le nivellement de l'« homme planétaire » selon l'expression de Michel Haar, homme qui n'est déjà plus tout à fait un sujet.
« L’utilisation « dis-pose » chaque chose par avance de telle sorte que ce qui est ainsi requis succède à ce qui s’ensuit » (p. 10)

## L'imposition s'empare d'avance de tout ce qui est
« Poser signifie à présent : solliciter, requérir, contraindre à se soumettre. Cette « dis-position » advient comme mise à dis-position (Gestellung). C’est par cet ordre de mise à dis-position que celle-ci s’adresse à l’homme » (p. 11). Tout peut être mis à dis-position, pas seulement l'homme mais aussi la nature, la région, qui par une opération d'affectation passe du statut de zone agricole à zone charbonnière.
« Le labour des champs s’est pourtant lui aussi mué en « im-position », identique à celle qui dispose  le sol en charbon et en minerai, le minerai en uranium, l’uranium en énergie atomique et cette dernière en destruction disponible sur commande » (p. 12). La mine comme la centrale électrique avec son barrage, ses turbines et toutes ses installations sont disposées et ne sont ce qu'elles sont qu'en vue d'autre chose.
C'est sur cette même page 12 que Heidegger fait allusion aux camps d'extermination
« Seul ce qui est ainsi « im-posé », afin qu’on puisse en disposer sur place et sur le champ, subsiste comme fonds  et est, en ce sens, mis en réserve » (p. 12)
« Le fait de disposer d’une chose pousse à disposer d’autre chose, ce en quoi la mise à disposition s’en empare [...] En son déploiement, la « mise à disposition » advient par avance et en secret » (p. 12).
« L’imposition ne mène à rien,  ne produit rien qui serait en mesure et en droit de déployer « en soi » sa présence en dehors de ce qui est ainsi requis. » (p. 13). Le courant du Rhin n'existe plus qu'en tant que canalisé dans la centrale.
L'apparence nous pousserait à penser à tort, qu'une telle disposition en son déploiement ne dépendrait que d'une machination humaine (p. 13). « L’imposition est elle-même amenée à passer de ce qui est alors disponible à ce qui lui succède  que ce qui est présent soit déjà d’une certaine façon mis ou non à disposition dans tel ou tel cas particulier » (p. 13) Heidegger souligne la violence de l'enchaînement.
« L’homme est désormais le préposé qui œuvre dans, par et pour cette imposition ». (p. 14)
« L’homme est ainsi requis, en son déploiement, à prendre part, de façon proprement humaine, à l’effectuation de cette imposition » (p. 14). L'homme n'a plus affaire à des choses (au sens de la conférence Qu'est-ce qu'une chose ?), ni même à des objets, « Gegenstand », écrit Alain Boutot, mais à tout ce qui dans une perspective utilitaire à vocation à entrer dans le « fonds disponible », que Heidegger appelle Bestand . Or c'est tout l'étant y compris l'homme qui dans le monde moderne prend place en tant que « capital humain » dans l'horizon de l'utilité.
« Le dis-positif dispose ainsi tout en vue de l’uniformiser en le rendant disponible, de telle sorte qu’il soit redisposé en permanence, sous une forme identique, à savoir ramené à ce qui, en sa disponibilité, est uniforme » (p. 16).

## L'essence de la technique
« Ce que nous pensons ainsi comme le dis-positif est l’« essence déployée » de la technique »(p. 16). 
« Nous ne pensons jamais la machine à partir du déploiement d’essence de la technique. Cette essence n’est toutefois en son déploiement même rien de technique » (p. 17). 
« Le dis-positif est l’essence déployée de la technique. Sa disposition est ‘universelle’. Elle s’adresse à la totalité une de tout ce qui est présent. Le dis-positif impose alors la manière dont chaque chose déploie désormais sa présence. Tout ce qui est, l’est comme pièce de ce fonds, selon les modalités les plus variées et la façon dont elles se déclinent, de manière manifeste ou encore celée, dans l’imposition du dispositif. Ce qui est mis en réserve fait fonds sur la possibilité d’un remplacement par ce qui est commandé à l’identique ».(p. 20). .
Toutefois, « la technique continue de dépendre de la nature, comme source et réserve du fonds technique » (p. 21)
« Pour la physique, la nature est un fonds de réserve constitué d’énergies et de matériaux. Ces dernières sont les pièces de ce fonds naturel » (p. 22).
« À l’époque de la technique, la nature ne constitue pas une limite pour la technique. la nature y est bien plutôt pièce de rechange du fonds technique – et n’est justement rien en dehors de celui-ci » (p. 23).
« Tout ce qui est présent déploie sa présence, à l’époque de la technique, selon la mise en réserve propre aux pièces qui en constituent le fonds » (p. 23). 
« Ce qui caractérise les pièces de rechange en tant qu’elles sont mises en réserve est leur uniformité. Tout, dans le dis-positif, est requis en vue de cette remplaçabilité permanente de l’identique par l’identique. C’est seulement ainsi que le dispositif continue d’être entièrement accumulé en cette mise en action permanente. Le dis-positif accumule par avance tout ce qui est disponible, le rejetant chaque fois à l’identique dans la disponibilité illimitée du fonds pris en sa totalité » (p. 23).